# Jan Mareš (politik)
Jan Mareš (* 4. prosince 1958 České Budějovice) je český politik, od září 2021 do prosince 2022 náměstek ministra školství, mládeže a tělovýchovy ČR, v letech 2012 až 2016 zastupitel Ústeckého kraje, v letech 2010 až 2015 primátor města Chomutova (v letech 2016 až 2018 pak náměstek primátora), člen ČSSD. Působil též jako místopředseda Svazu měst a obcí ČR.

## Život
Vystudoval Pedagogickou fakultu Západočeské univerzity v Plzni se zaměřením na tělesnou výchovu a sport (získal tak titul Mgr.). Později si vzdělání rozšířil na Central European Management Institut (CEMI), kde získal v oblasti veřejné správy titul MBA. Před vstupem do politiky dlouhodobě pracoval jako ředitel Střední školy energetické a stavební Chomutov. Po skončení primátorské funkce se vrátil do školství. K roku 2016 byl ředitelem ESOZ.

## Politické působení
Do politiky se pokoušel vstoupit, když v komunálních volbách v roce 2002 kandidoval za ČSSD do Zastupitelstva města Chomutova, ale neuspěl. Městským zastupitelem se stal až po volbách v roce 2006, v listopadu 2006 byl navíc zvolen radním města. Ve volbách v roce 2010 mandát zastupitele města obhájil, když zároveň vedl kandidátku ČSSD. Protože strana volby ve městě vyhrála, byl v listopadu 2010 zvolen primátorem statutárního města Chomutova. Mandát zastupitele města obhájil také jak v řádných, tak opakovaných volbách v roce 2014 a 2015 (v obou případech vedl kandidátku ČSSD). Sociálním demokratům se ale nepodařilo uzavřít koalici a Jan Mareš v březnu 2015 ve funkci primátora skončil. Po odvolání primátora Daniela Černého v prosinci 2016 se do rady města vrátil, a to na pozici náměstka primátora. Ve volbách v roce 2018 post zastupitele města obhájil, když byl lídrem tamní kandidátky ČSSD. Od listopadu 2018 však působil už jen jako opoziční zastupitel, ve volbách v roce 2022 již nekandidoval.
V krajských volbách v roce 2004 se snažil dostat za ČSSD do Zastupitelstva Ústeckého kraje, ale nepodařilo se mu to. Uspěl až ve volbách v roce 2012. Působil ve Výboru pro výchovu, vzdělávání a zaměstnanost a v Komisi legislativně právní. Ve volbách v roce 2016 již mandát neobhajoval.
V doplňovacích volbách do Senátu PČR v roce 2007 kandidoval za ČSSD v obvodu č. 5 – Chomutov. Získal však jen 23,11 % hlasů, což znamenalo 3. místo (nepostoupil tak ani do druhého kola).
Působil také jako místopředseda Svazu měst a obcí ČR a předseda Komory statutárních měst SMO ČR. Od roku 2012 byl českým zástupcem ve Výboru regionů EU (zastupoval města a obce). Od října 2013 do června 2014 byl členem dozorčí rady společnosti ČEZ.
Dne 1. září 2021 byl na základě výběrového řízení jmenován náměstkem ministra školství, mládeže a tělovýchovy ČR pro řízení sekce vzdělávání a mládeže. Funkci zastával do konce roku 2022, kdy se přejmenovala na vrchního ředitele sekce.

## Ocenění
- Manažer roku[zdroj?]
- Cena za společenskou odpovědnost firem[zdroj?]